# Kijo
La Kijo (鬼女 ; femme-oni), est une créature présente dans les légendes et traditions du folklore japonais. Elle est notamment un personnage récurrent dans certains pièce de théâtre nô, où l’acteur revêt un masque de Hannya.

## Description
Il est généralement admis dans le folklore, qu’une femme ayant accumulée un trop mauvais karma ou trop d’émotions fortes et négatives tel que la jalousie ou le ressentiment se métamorphose en kijo. Tout comme leurs homologues masculins, des comportements violents et une attitude cruelle envers les autres, sont tout autant de facteurs aboutissants à une transformation.
Parmi ces kijo, il est d’usage de désigner celles dont l’apparence évoque celle de vieilles femmes sous le nom d’Onibaba(鬼婆 ; vieilles femmes-oni), comme Kurozuka, de Adachigahara.
Les yama-uba, des sorcières des montagnes du folklore japonais, sont des dérivés des onibaba. Selon le rôle qu’elles jouent au sein de leurs récits, leur apparence peut changer, mais elles sont généralement décrites et illustrées comme des femmes repoussantes. Elles sont généralement associées aux diablesses, aux ogresses, mais surtout aux sorcières dans le folklore occidental.

## Mentions
En Chine, le caractère 鬼 (guǐ) désignant les oni dans le folklore japonais, désignait surtout les esprits des morts se refusant d’aller dans l’eau-delà. Parmi eux, des femmes, revenues pour tenter de retrouver un amour qui leur a été impossible de leur vivant . 
Elles apparaissent fréquemment dans les contes, les légendes et les arts traditionnels japonais. Parmi les histoires célèbres, on trouve la légende de Momiji de Togakushi et Kisuki (aujourd'hui Nagano) dans la province de Shinano, ainsi que Suzuka Gozen du mont Suzuka. Dans le Tosa Obake Zōshi un recueil de légendes de Tosa (aujourd'hui Préfecture de Kōchi), une histoire, intitulée Kijo, raconte l’histoire d’une monstrueuse créature éponyme mesurant 7 shaku et 5 sun (environ 2 mètres 30) avec des cheveux d’une longeur de 4 shaku 8 sun (environ un mètre cinquante), qui dévorait les fœtus de femmes enceintes. Cette légende est une adaptation locale de la légende de l'Onibaba d'Adachigahara, originaire de Fukushima.